# Shōwa-ku
Shōwa-ku (昭和区?) è uno dei sedici quartieri amministrativi della città di Nagoya, in Giappone.